# Halopeplis
Halopeplis là chi thực vật có hoa trong họ Amaranthaceae.